# Œuvre des campagnes
L'Œuvre des campagnes, fondée en 1857 à l'initiative de l'abbé Jean-Marie Vandel, est une institution catholique qui a pour but de favoriser le retour de la foi dans les paroisses rurales.

## Histoire
Créée dans la commune de Fleury-en-Bière, en Seine-et-Marne, l'Œuvre des campagnes eut deux fondateurs : Jean-Marie Vandel (1808-1877), prêtre missionnaire du Sacré-Cœur, et la comtesse Auguste de La Rochejaquelein, avec le soutien notamment d'Adolphe Baudon, président de la société de Saint-Vincent-de-Paul. D'emblée, il s'agissait d'assurer le maintien du catholicisme dans les campagnes françaises en faisant jouer à l'aristocratie son rôle traditionnel de protectrice de l'Église. L'alliance du château et du presbytère s'inscrivait donc dans une perspective à la fois religieuse, politique et sociale.
Aujourd'hui encore, l'une des activités de l'Œuvre consiste à apporter une aide financière aux prêtres qui vivent en milieu rural, notamment pour leur financer un véhicule.
La structure de l'Œuvre des campagnes comprend un conseil central, situé à Paris, où « l'aristocratie demeure majoritaire ». De ce Conseil dépendent les conseils régionaux : un par diocèse. Chacun des conseils diocésains est dirigé par un président et un responsable ecclésiastique nommé ou agréé par l'évêque.
Depuis 1945, les responsables religieux qui se sont succédé à la tête de l'Œuvre appartiennent tous à la Compagnie de Jésus, par exemple l'archéologue Pierre du Bourguet ou le théologien Bertrand de Margerie.
Le siège de l'association est situé au 7, rue de la Planche, dans le 7e arrondissement de Paris.

### Publications de l'Œuvre des campagnes
- Prêtres-soldats de France : lettres bimensuelles puis mensuelles d'information et de pratique sacerdotales publiées par l'Œuvre des campagnes. En ligne sur Gallica (90 numéros, 1915-1919)